# Modèle (économie)
Pour les articles homonymes, voir Modèle (homonymie) et modèle économique.
Un modèle est, en économie, une représentation simplifiée de la réalité économique ou d'une partie de celle-ci. Un modèle économique se base sur des hypothèses économiques et a recours au langage mathématique. L'économie se fonde sur les modèles pour estimer l'évolution d'un système économique, comme la croissance, le commerce international, etc.

## Concept

### Définition
La science économique vise à expliquer les mécanismes à l’œuvre dans un système économique, ou dans une partie de ce système. Afin de représenter le système, ou une partie de celui-ci, l'économie a recours à des modèles économiques. Ces modèles sont des constructions mathématiques qui représentent, de manière schématique, un pan de la réalité. La schématisation permet de séparer l'essentiel de l'inessentiel, le monde réel étant trop complexe pour être modélisé ; de ce fait, un modèle n'a pas vocation à être une représentation juste de la réalité, car il la simplifie nécessairement. Le seul critère d'évaluation d'un modèle économique est sa capacité à donner des résultats intéressants (heuristiques). Ainsi, selon le statisticien britannique George Box, « tous les modèles sont faux, mais certains sont utiles ».
Comme dans les disciplines purement scientifiques, les modèles économiques utilisent le formalisme mathématique pour représenter la réalité sous forme d'équations. L'évolution d'une variable fait ainsi varier les valeurs du système d'équations. Les paramètres peuvent être estimés. Un modèle peut, ou pas, se baser sur un jeu de données, comme des séries temporelles.
Ces modèles simplistes admettent des solutions compréhensibles par des économistes et permettent des simulations informatiques ou des calculs analytiques qui peuvent être comparées aux données mesurées comme le PIB ou l'inflation. Ces modèles permettent une simulation approximative et une compréhension partielle des phénomènes économiques et sont utilisés à tous les niveaux que ce soit pour faire une étude de rentabilité d'une entreprise ou pour contrôler la masse monétaire dans une zone économique.

### Catégories
On distingue :
- les modèles théoriques, parmi lesquels on peut faire une distinction entre :
  - les modèles descriptifs qui cherchent à décrire le monde réel,
  - les modèles idéaux qui visent à représenter des situations idéales[4] ;
- les modèles économétriques à finalité plus pratique, parmi lesquels :
  - les modèles à court ou long terme,
  - les modèles microéconomiques ou macroéconomiques (voir (en) en:Model (macroeconomics))[5],
  - les modèles en équilibre partiel ou général,
  - la technique des scénarios,
  - les modèles intuitifs (prospective).

## Typologie

### Modèle d'équilibre général calculable
Les modèles d'équilibre général calculables (MEGC) sont des modèles qui reposent sur une représentation riche de l'économie par le biais d'une description détaillée des ménages et des entreprises, des contraintes budgétaires des agents, et qui prend en compte les grandes identités comptables du système économique par le biais des matrices de comptabilité sociale. Mobilisant peu ou pas de données numériques empiriques, les MEGC sont notamment utilisés pour des estimations liées aux pays émergents qui ne disposent pas d'appareil statistique national produisant des données numériques exploitables.

### Modèle d'équilibre général dynamique-stochastique
Les modèles d'équilibre général dynamique-stochastique (EGDS, ou DSGE en anglais) sont des modèles qui concilient des données empiriques avec des cadres paramétriques théoriques. Les principales variables de ces modèles sont les grandes variables de la macroéconomie, comme la consommation, l'investissement, le commerce extérieur ou encore le chômage. Les paramètres structurels peuvent être issus de données empiriques (calibrage) ou d'estimations (à partir d'informations a priori sans lien avec l'empirie). Des travaux les ont continûment enrichis afin qu'ils prennent en compte de nouvelles variables, comme les marchés financiers après la crise financière de 2007-2008.

### Modèle statistique
Les modèles statistiques ont pour objectif de repérer empiriquement des interdépendances entre des variables. Gourmands en données empiriques, ces modèles estiment des équations sans a priori théorique sur la base de valeurs passées. Ces modèles sont pour la plupart des modèles vectoriels autorégressifs (VAR), qui identifient les variables sur la base de leurs interactions avec les autres en même temps que sur leur comportement passé. Les modèles VAR qui contiennent des a priori théoriques sont les modèles SVAR (VAR structurel).

### Modèle de micro-simulation
Les modèles de micro-simulation sont des modèles empiriques qui prennent en compte la radicale hétérogénéité des ménages de manière plus fine que les autres modèles. Ils sont souvent utilisés pour évaluer des mesures fiscales ou sociales. Ils bénéficient de la possibilité contemporaine de la collection massive de données (big data) pour se fonder sur des données accumulées sur les comportements des agents. Les équations qui forment le modèle combinent en règle générale des règles d'optimisation (les agents sont optimisateurs), mais aussi des équations estimées (estimation de l'équation de salaire d'un individu selon ses caractéristiques).

## Histoire

### XVIIIe siècle

#### Modèle physiocratique
Les premiers modèles économiques avaient vocation à comprendre les origines et les causes de la croissance économique. L'une des premières tentatives de modélisation date de l'école physiocratique, au XVIIIe siècle. Avec son Tableau économique, François Quesnay élabore une représentation simplifiée de la réalité qui fait des fruits de la terre la source de la croissance.

#### Modèles probabilistes
Tout au long du XVIIIe siècle, de simples modèles de probabilités ont été utilisés afin de comprendre les mécanismes de l'assurance. Ces modèles furent des extrapolations des jeux de hasards, et ont eu un rôle important dans le développement de la théorie des probabilités et dans le développement de la science actuarielle.
Beaucoup des grands mathématiciens du XVIIIe siècle ont contribué dans ce domaine. Autour des années 1730, Abraham de Moivre aborde certains de ces problèmes dans la 3e édition de la doctrine de la chance (The Doctrine of Chance). Auparavant, Nicolas Bernoulli a étudié les problèmes relatifs à l'épargne et l'intérêt dans Ars Conjectandi. En 1735, Daniel Bernoulli étudie les probabilités morales dans Mensura Sortis, où il introduit ce que l'on appelle désormais l'utilité logarithmique de la monnaie et l'applique aux jeux de hasards et aux problèmes d'assurance et trouve une solution au paradoxe de Saint-Pétersbourg. Tous ces développements sont résumés par Laplace dans Théorie analytique de la probabilité (Analytical Theory of Probability) publié en 1812.

### XXe et XXI siècles
En France, la modélisation a été initialement développée au sein de la Direction de la Prévision et à l’Insee, qui sont encore, avec quelques centres de recherche, les principaux utilisateurs des outils de modélisation économiques.

## Modélisation

### Enjeu et Intérêt des Modèles
Les modèles s'avèrent très utiles :
- d'un point de vue conceptuel, puisqu'il s'agit :
  - de lister et définir les concepts et les variables censés intervenir dans le fonctionnement d'un processus économique,
  - d'énoncer les relations définissant les effets des variables exogènes (données d'entrée) sur les résultats (données de sorties) , via les données endogènes (données inscrites dans le cœur du modèle) ;
- du point de vue de l'action économique, puisqu'il s'agit d'en tirer parti pour :
  - établir des prévisions,
  - produire des simulations,
  - optimiser des situations.

L'utilisation d'un modèle fournit un appui logique et documenté en vue de :
- proposer des politiques économiques ;
- présenter des arguments raisonnables afin de justifier les politiques économiques des pays, d'expliquer et influencer les stratégies des entreprises, et de fournir des conseils aux ménages ;
- planifier et allouer les ressources, dans le cas des économies centralement planifiées, et dans une moindre mesure dans les activités logistiques et/ou de gestion des entreprises.

### Établissement d'un modèle
Les méthodes de construction des modèles varient selon les types de modèles, mais le processus générique de modélisation comporte généralement deux étapes : La génération du modèle, puis sa validation. Création et contrôle du modèle réagissent l'une sur l'autre selon un processus itératif, au cours duquel le modèle est modifié, et si possible amélioré à chaque itération. Une fois réputé stable et satisfaisant, le modèle doit être testé sur différentes sources de données.
Le cœur du modèle est constitué par un ensemble d'équations (pouvant aller jusqu'au millier pour les plus complexes) qui édictent des relations qui découlent :
- d'une simple définition ;
- d'une convention de nature comptable ;
- d'une fonction représentative d'une tendance ;
- d'une fonction caractérisant un comportement.

## Critiques et limites

### Réalisme
La première critique adressée aux modèles économiques est qu'ils ne sont pas réalistes, c'est-à-dire qu'ils ne décrivent pas l'économie telle qu'elle fonctionne réellement. Les modèles, toutefois, en tant qu'ils sont des représentations schématiques de la réalité, n'ont pas vocation à représenter l'économie, dès lors que les résultats du modèle ont une puissance heuristique. 
David Romer écrit ainsi : « En effet, nous possédons déjà un modèle complètement réaliste : c’est le monde réel lui-même. Or ce ‘modèle’ est trop compliqué pour être compréhensible […] Ce n’est que lorsqu’un postulat simplificateur aboutit à un modèle qui fournit des réponses incorrectes aux questions auxquelles il est censé répondre que son manque de réalisme peut être considéré comme une imperfection […]. Sinon, son manque de réalisme est une vertu. Dans ce cas, le postulat simplificateur permet d’isoler certains effets et d’en faciliter la compréhension ».

### Postulats
Certains modèles sont critiqués pour leurs postulats, considérés comme trop restrictifs. Il en est ainsi du modèle de l'équilibre générale de marché. Il repose sur une hypothèse forte d'information parfaite de la part des individus, d'un bien identique, et d'une incapacité des individus à influencer la demande totale ou la production totale (atomicité des agents). Si ces hypothèses sont vérifiées, l'équilibre statique trouvé dans le modèle sera un optimum de Pareto. Mais dès lors que ces hypothèses ne sont plus vérifiées, par exemple lors d'information imparfaite ou de produits différents, les conclusions du modèle sont fausses.

### Durée de vie
Se pose aussi le problème de la durée de vie d'un modèle (comparable au cycle de vie de tout produit ou paradigme), en fonction de l'évolution des activités économiques et des comportements sociaux. Par ailleurs il est beaucoup plus délicat de faire, ce qui serait le plus pertinent, un modèle dynamique, ouvert à tous les scénarios d'évolution, y compris les scénarios de rupture, qu'un modèle statique supposant une économie au comportement figé et répétitif, ou évoluant d'une façon linéaire facilement extrapolable.

### Aptitude des chiffres à représenter le réel
Un modèle, en tant que système quantitatif, est une construction algorithmique. La question se pose donc de savoir jusqu'à quel point un algorithme peut représenter une réalité économique.

## Exemples
- Les équations du jeu de pile ou face et la solution du paradoxe de Saint-Pétersbourg
- Le modèle de Solow pour modéliser la croissance économique
- Le modèle à générations imbriquées
- La monnaie et les agents économiques comme propriété d'un système de physique statistique[10]
- Le pouvoir et les entreprises comme nœuds et flux d'un réseau[11]
- Les  modèles stochastiques dynamiques d'équilibre général utilisés par les banques centrales
- La Méthode GRAI